# Остров Тюлений
Остров Тюлений — упразднённый посёлок в Кизлярском районе Дагестана. На момент упразднения входил в состав Крайновского сельсовета. Исключен из учётных данных в 1967 году.

## География
Посёлок располагался на западной оконечности одноименного острова в Каспийском море, в 39 км к северо-востоку от села Брянский Рыбзавод.

## История
До революции 1917 года на острове располагались частные рыболовецкие и тюленебойные ватаги. После революции они были объеденины в рыболовецкий завод «Тюлений» вокруг которого и вырос посёлок. По некоторым сведениям в 1920 году был образован Тюленский сельсовет. Данный факт является крайне сомнительным, так в сведениях по административному делению Кизлярского района за 1929 год, сведения о таком сельсовете отсутствуют, как и сведения о самом поселке.
По мере интенсификации рыболовного промысла в районе острова увеличивалось и количество жителей посёлка. Помимо рыболовецкого завода, со временем в поселке также действовали Плавучий рыболовецкий завод № 1 (с 1937 года) и льдозавод (с 1957 года). Развивалась и инфраструктура посёлка в нём были построены ясли-сад, школа-семилетка, клуб с киноустановкой, больница с врачебной амбулаторией, столовая, магазины; с дореволюционных времен сохранялась небольшая часовня. Рядовые сотрудники заводов жили в бараках, для специалистов был выстроен отдельный многоквартиный дом. К середине 1950-х годов рыболовецкие заводы посёлка давали около одной трети морского улова рыбы в Грозненской области (с 1944 по 1957 год посёлок административно входил в состав Крайновского района Грозненской области) — производился сетный лов сельди, а также полупроходных и осетровых видов рыб.
Интенсивный вылов рыб привел к тому, что к середине 1960-х годов, произошло истощение её запасов и значительным сокращением рыбной ловли. Некогда крупнейший рыбзавод бывшей Грозненской области был перепрофилирован в рыбоприемный пункт Крайновского рыбзавода. Жители начали массово покидать посёлок. В 1966 году Тюленский сельсовет был ликвидирован, а посёлок включен в состав Крайновского сельсовета. К 1967 году был ликвидирован и сам посёлок.

## Современное состояние
В настоящее время на месте бывшего поселка расположена труднодоступная метеостанция ТДС «Остров Тюлений». Сохраняются развалины цеха Плавзавода, клуба, школы, маяка; остатки кладбища и сквера.

## Галерея

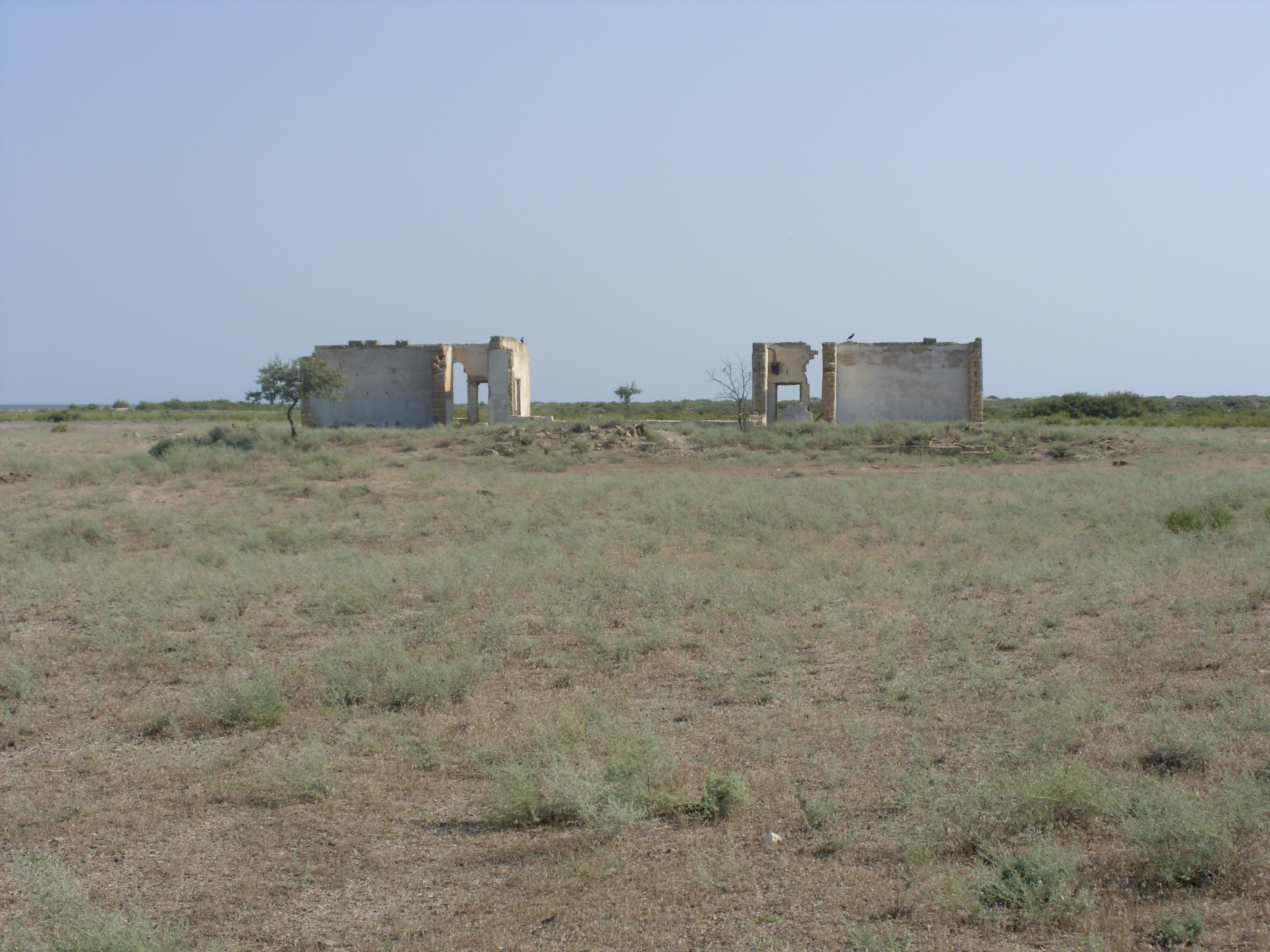
Развалины школы на острове
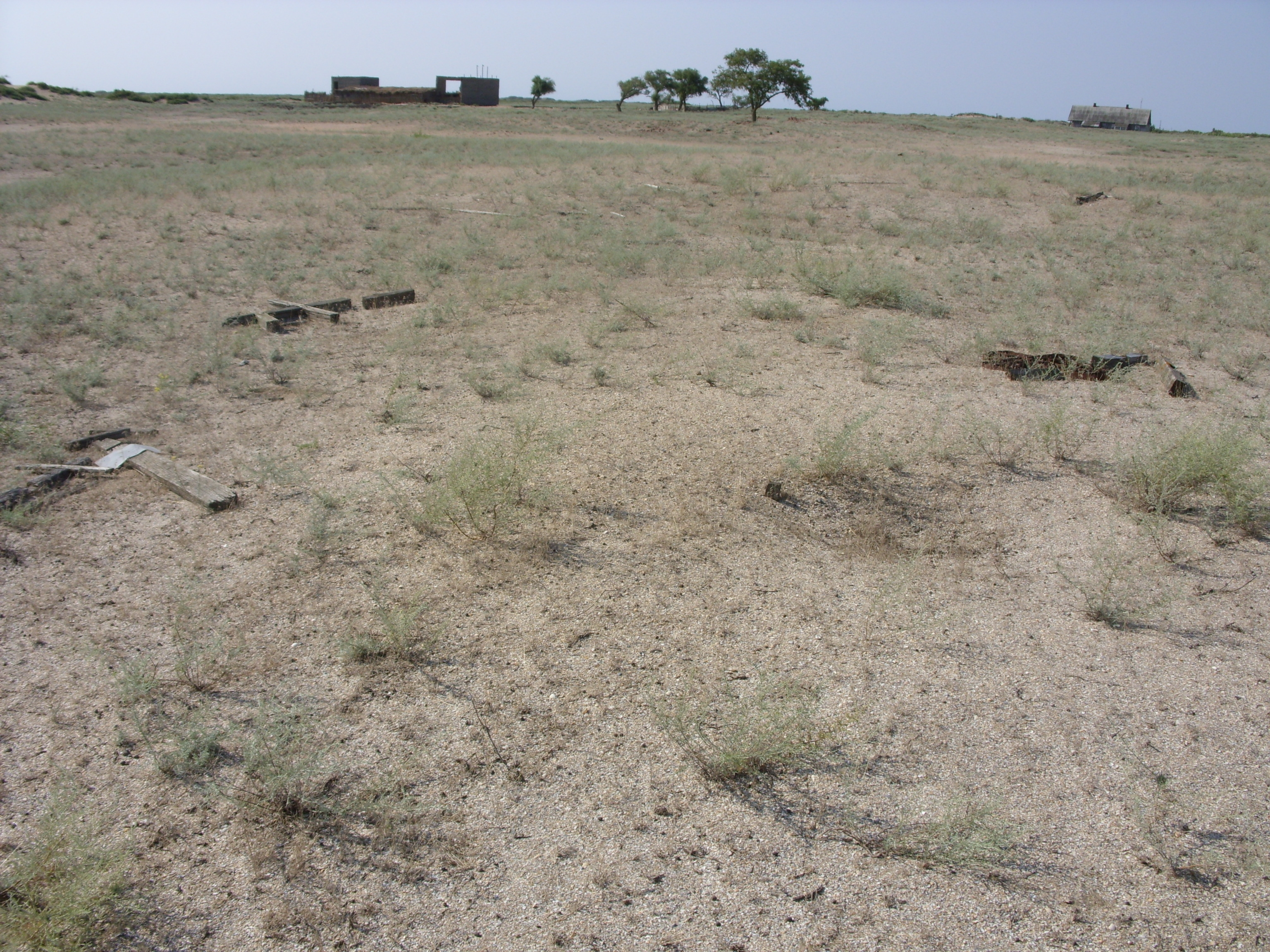
Кладбище, на заднем плане клуб и остатки парка
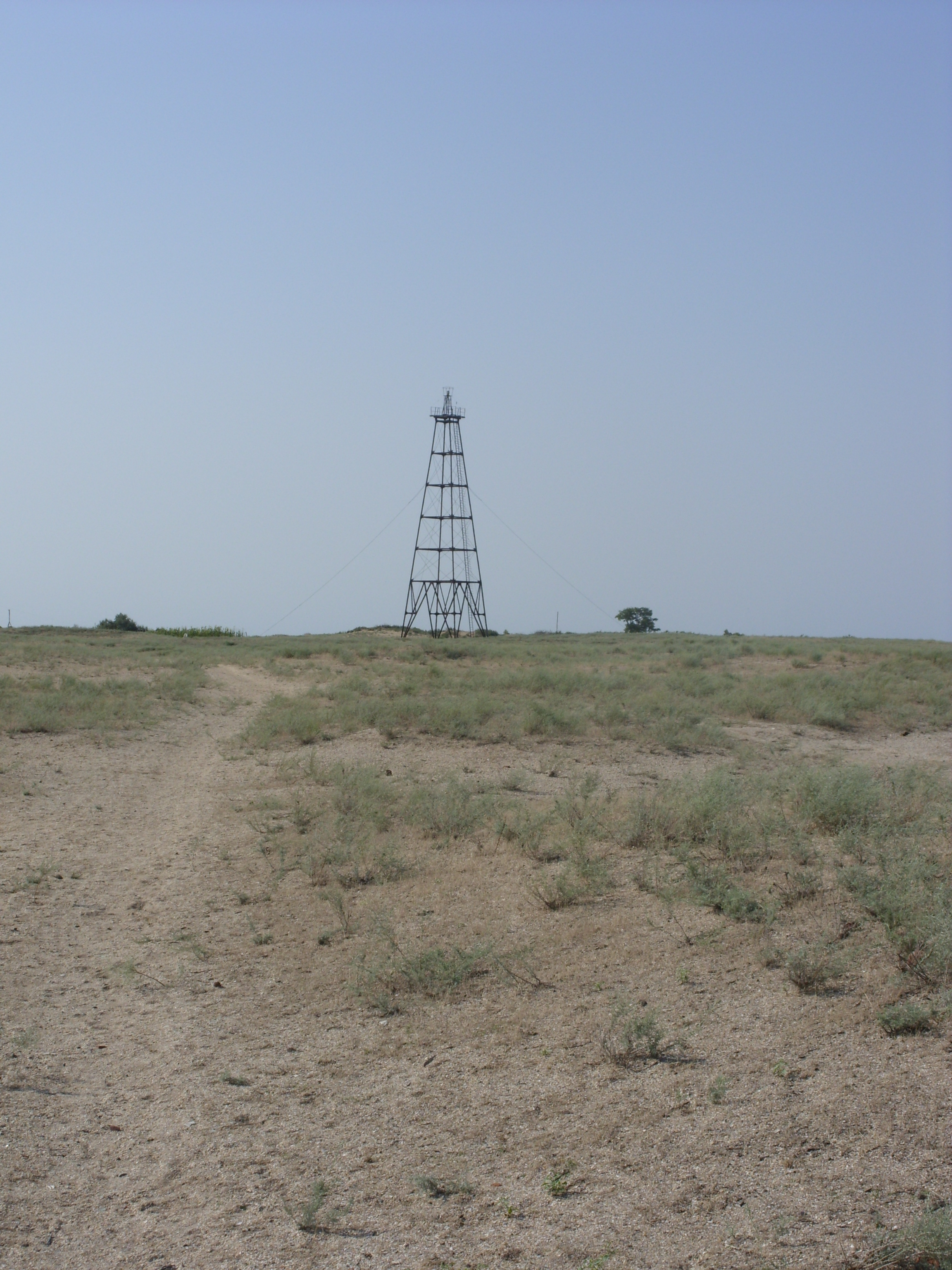
Маяк на острове
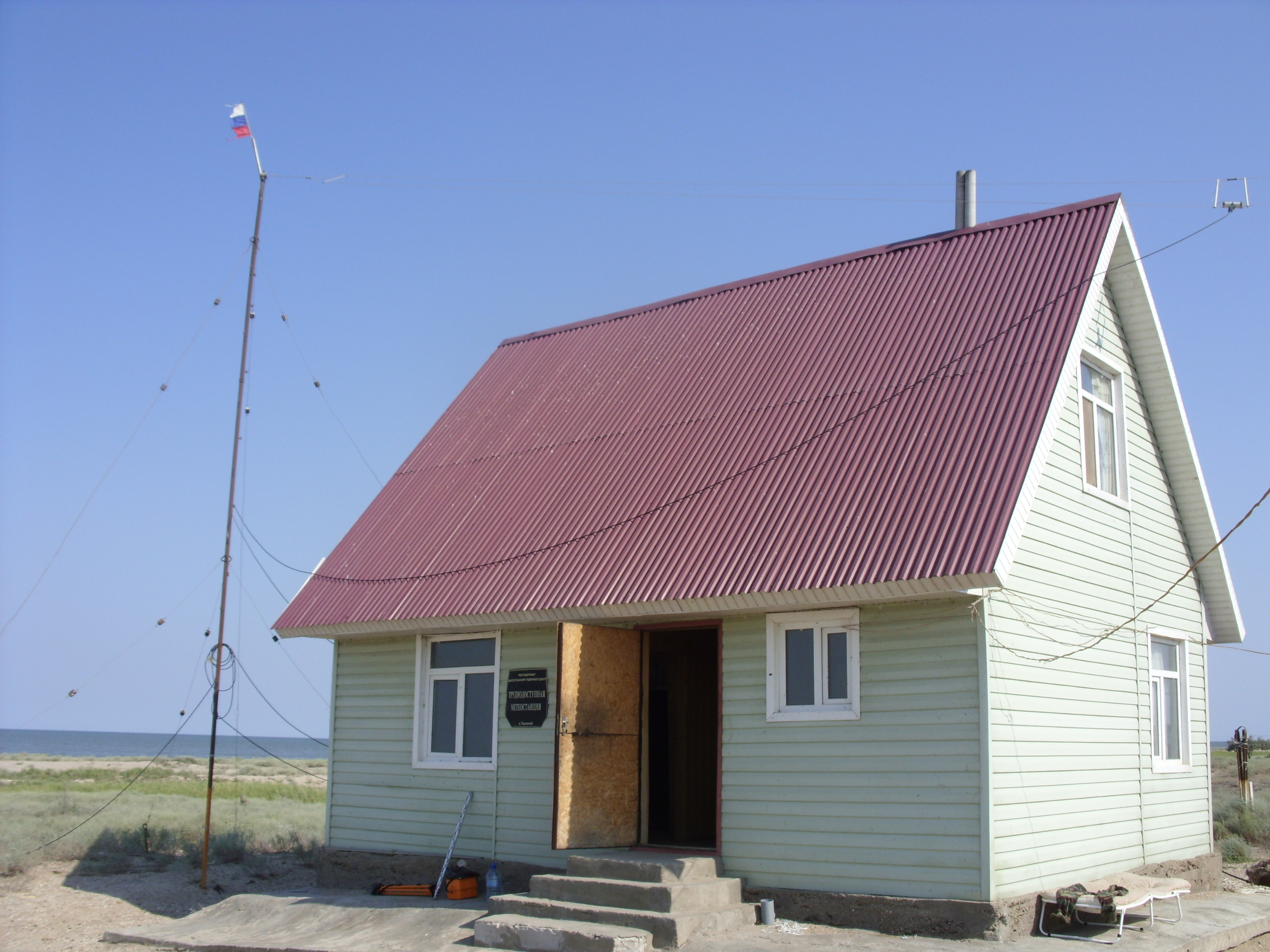
Метеостанция
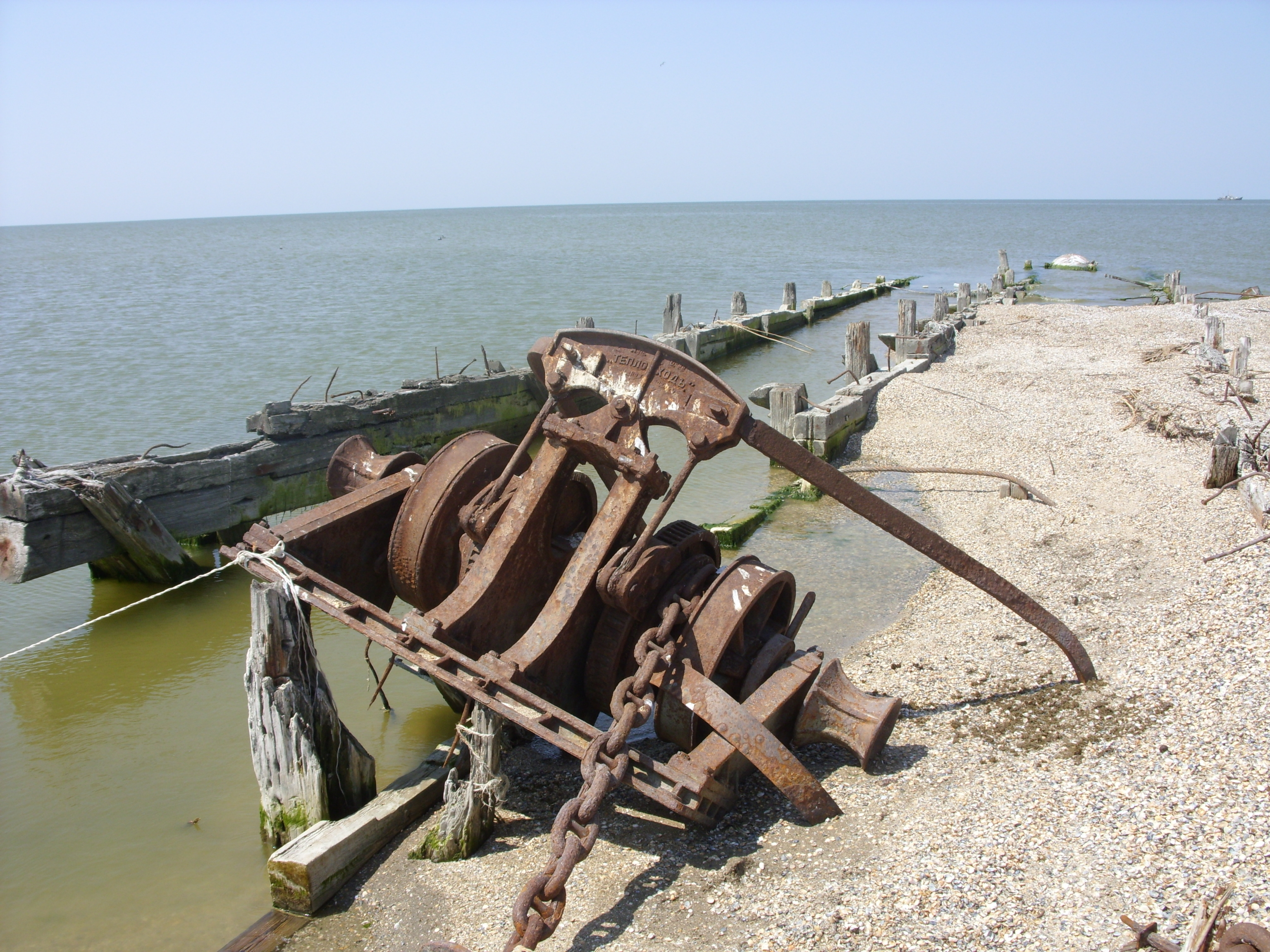
Пристань плавзавода, на переднем плане лебедка
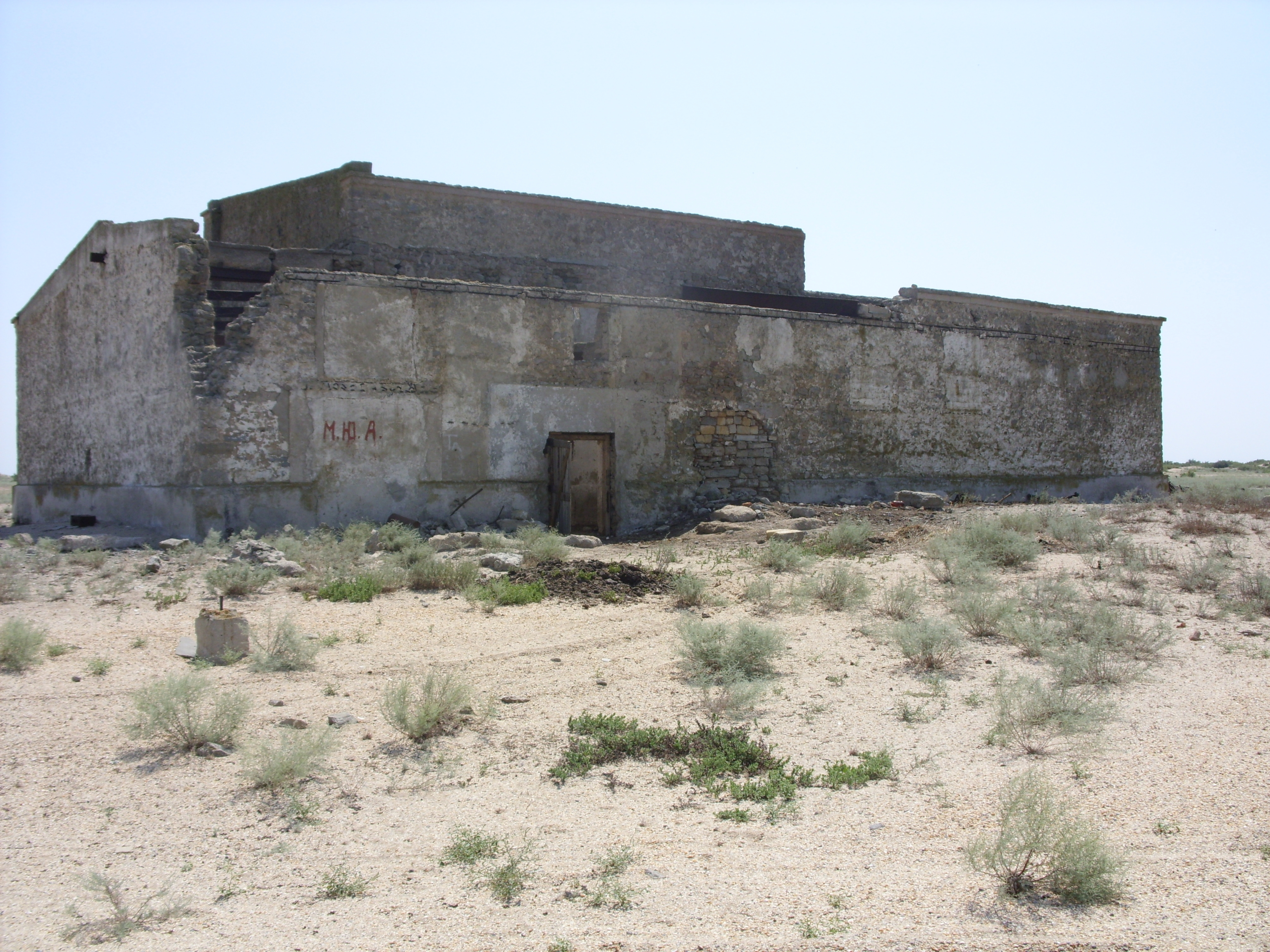
Развалины цеха плавзавода
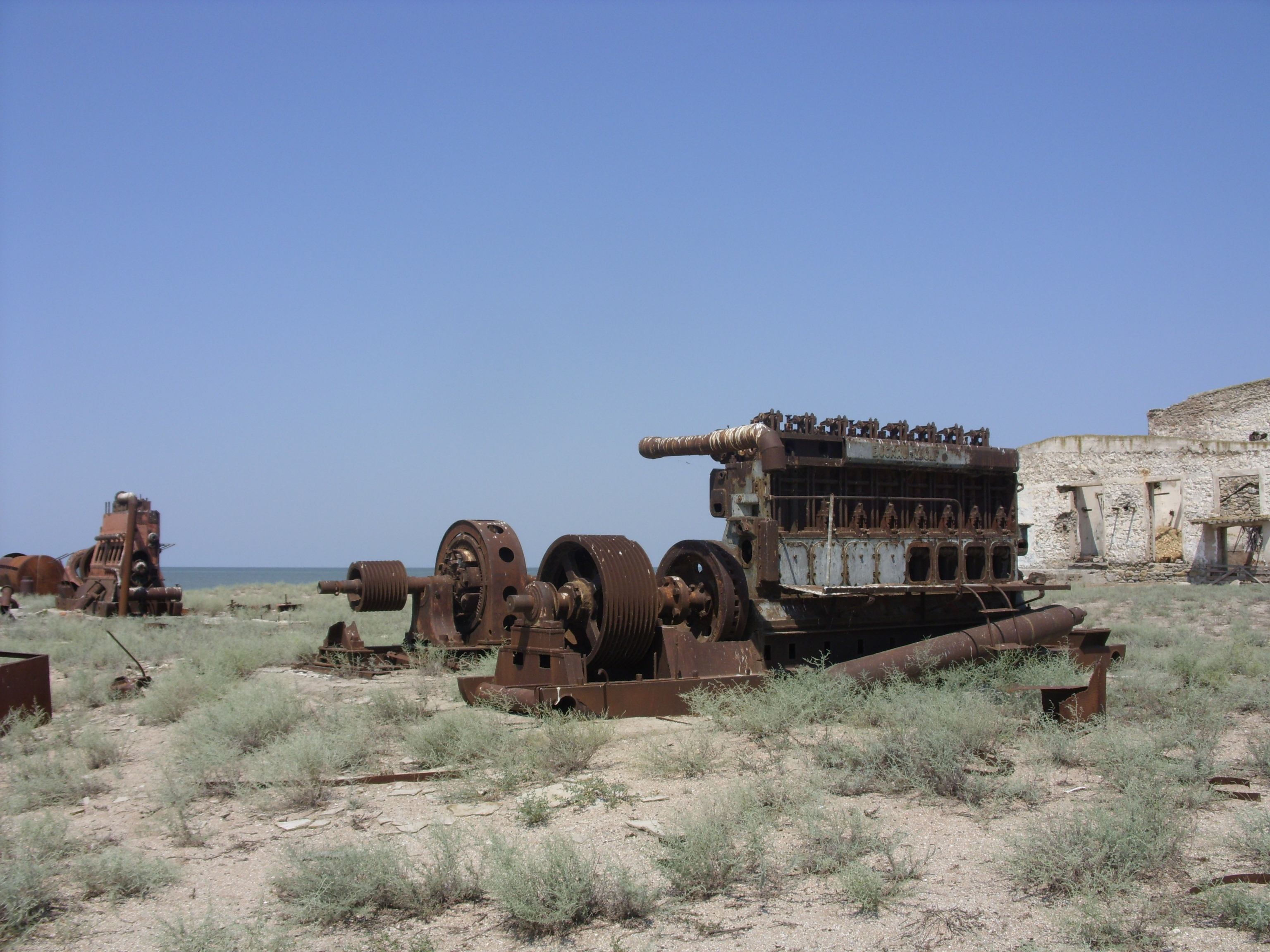
Дизели фирмы Buckau-Wolf, использовались для обеспечения электроэнергией заводских построек и работы насосов качавших воду в садки для рыбы.